# Fuerza de San José

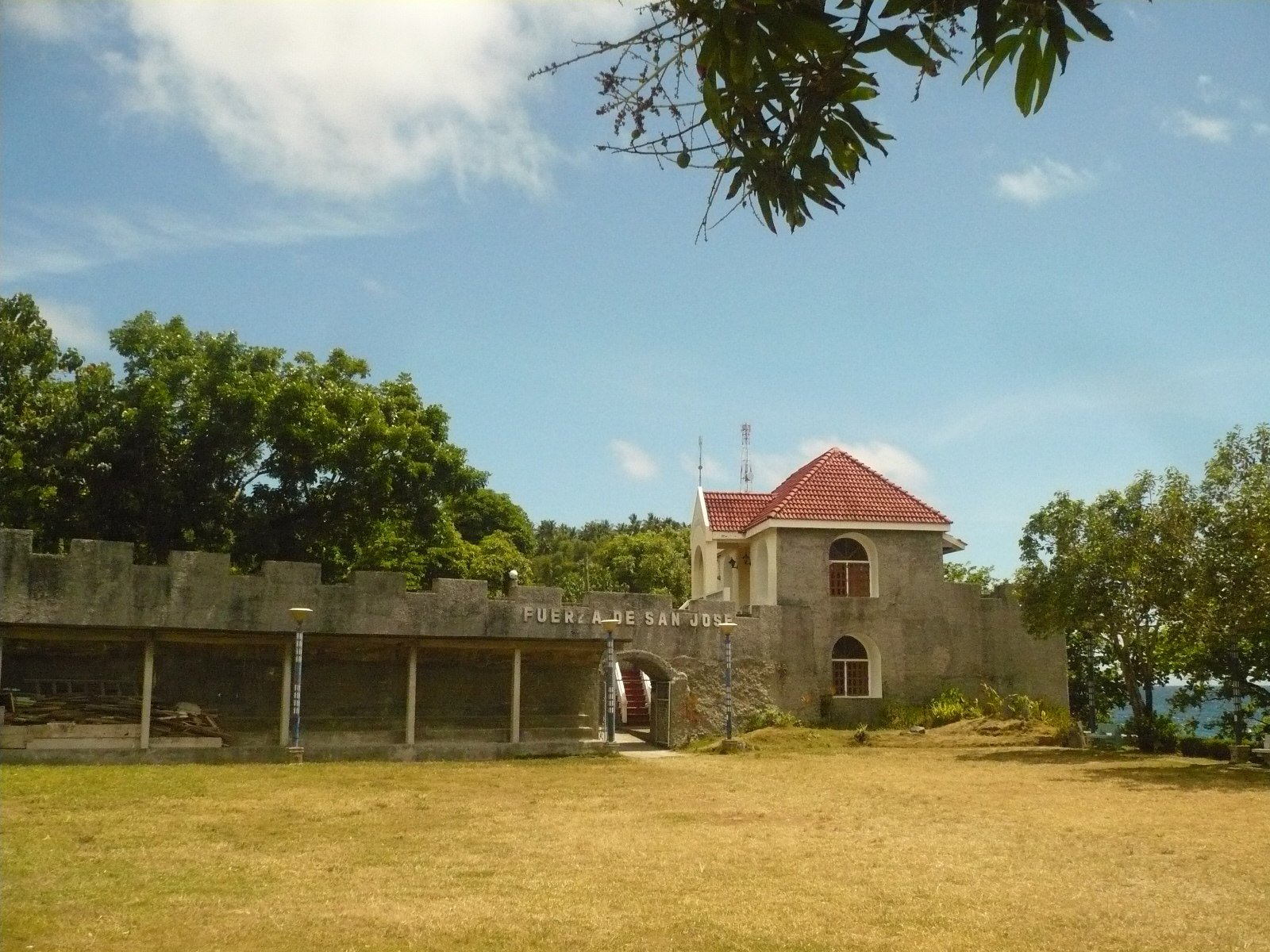
Blick auf den Haupteingang von Fuerza de San José.

Fuerza de San José ist eine spanische Festung aus dem 17. Jahrhundert in der Gemeinde Banton auf der gleichnamigen Insel in Romblon, Philippinen. Neben den Festungen Fuerza de San Andrés und Fuerza de Santiago (die sogenannten „Zwillingsfestungen von Romblon“) ist sie Teil des alten Befestigungssystems der Inseln des Sibuyansees, das unter dem Kommando von Agustín de San Pedro errichtet wurde, um die Küsten des Archipels vor Piratenangriffen, insbesondere maurischen Einfällen aus dem Süden der Philippinen, zu schützen. Von der lokalen Bevölkerung als Symbol für Größe und Widerstand betrachtet, spielte die Befestigung eine grundlegende Rolle bei der Verteidigung von Banton in den ersten Jahrzehnten der spanischen Herrschaft und war Zeuge zahlreicher Schlachten.
Die Befestigung erhielt im Auftrag der Nationalen Historischen Kommission der Philippinen im Jahr 2022 die „historische Auszeichnung“, nachdem die Stadt beschlossen hatte, auf dem Gelände einen Park zu errichten, was die strukturelle Integrität des Bauwerks gefährden könnte. Mit der Entscheidung des Komitees wurden die Bebauungspläne eingefroren, obwohl aufgrund der COVID-19-Pandemie und anderer Umstände die offizielle Beschilderung noch nicht durchgeführt wurde. Dennoch ist die Festung in der Liste der geschützten Gebäude gemäß Artikel 3 des Nationalen Kulturerbegesetzes 2009 aufgeführt.

## Historischer Kontext
Nach der Ankunft spanischer Siedler auf Banton im frühen 17. Jahrhundert gründeten sie ein kleines Dorf südwestlich des heutigen Stadtzentrums. Es war tatsächlich die erste Siedlung im Archipel und in der heutigen Provinz Romblon, die offiziell gegründet wurde (obwohl die Spanier unter der Führung von Martín de Goiti bereits 1569 auf der weiter südlich gelegenen Insel Romblon ankamen). Aus diesem Grund unterstanden alle späteren Siedlungen in der Region bis zur Gründung des Dorfes (und der heutigen Gemeinde) Romblon im Jahr 1631 der Gerichtsbarkeit von Banton.
Im Jahr 1622 wurde die örtliche Verwaltung auf Augustinermönche übertragen, die aus den Visayas angereist waren. Diese begannen sofort mit der Gründung lokaler Missionen, die über ihren religiösen Zweck der Evangelisierung hinaus die lokale Bevölkerung und spanische Siedler organisieren sollten, um sich gegen maurische Einfälle aus dem Süden Mindanaos zu verteidigen (die dem spanischen Kolonialreich bereits 1565 den Krieg erklärt hatten und hauptsächlich von Sultan Kudarat aus operierten). Tatsächlich kam es laut historischen Aufzeichnungen der Augustiner-Rekollekten unmittelbar nach der Ankunft der Missionare auf der kleinen Insel zu gewalttätigen Übergriffen, die den Evangelisierungsprozess der ersten Augustiner-Mission in der Region erheblich behinderten. Der Leiter der Mission, Pedro de San José, musste sogar fliehen und in den Bergen im Landesinneren Zuflucht suchen.
Als der Obere des Ordens, Juan de San Antonio, von der ernsten Lage erfuhr, legte er dem spanischen Militärkommando Befestigungspläne für die Inseln vor und schickte nach Mönch Agustín de San Pedro, auch „El Padre Capitán“ (Pater Kapitän) genannt, der durch seine Kriegstaten gegen die Mauren und muslimische Plünderer in Mindanao berühmt geworden war, um die Leitung der Romblon-Mission zu übernehmen. Nach seiner Ankunft übernahm San Pedro die Führung der örtlichen Augustiner und begann sofort mit dem Bau mehrerer Verteidigungsanlagen, darunter zwei befestigte Kirchen auf beiden Inseln, die in den 1640er Jahren erbaut wurden. Die Kirche auf Banton wurde 1645 fertiggestellt und drei Jahre später auf den Namen Pfarrkirche San Nicolás de Tolentino (nach dem neuen Schutzpatron der Gemeinde) getauft. Aufgrund der Dringlichkeit des Augenblicks konzentrierte sich sein Bau weniger auf architektonische Gestaltung als vielmehr auf Funktionalität, um Überfällen standzuhalten. Im selben Jahr wurde das von Arevalo aus verwaltete provinzielle Encomienda-System aufgelöst und die politisch-militärische Provinz Romblon gegründet, zu der auch die Insel Banton gehören sollte.

## Die Festung
Zum Zeitpunkt des Baus bestand der Hauptzweck von Fuerza de San José darin, der Kirche und ihrem Kloster Schutz zu bieten, und so beschloss Agustín de San Pedro, sie mit einer Verteidigungsmauer mit Wachtürmen in jeder Ecke zu umgeben. Im Inneren der Festung wurde ein Brunnen zur unabhängigen Wasserversorgung gegraben und weitere Einrichtungen für die Bedürfnisse der Evakuierten im Falle eines muslimischen Einfalls gebaut. Nördlich der Kirche wurde auf dem Hügel ein Turm errichtet, der den Hafen der Insel (einschließlich Punta Matagar, eine „pfeilspitzen“-förmige Felsformation, die als Orientierungspunkt diente) und einen Großteil des Sibuyansees kontrolliert, sowie die Route vom und zum Süden des Archipels. Der befestigte Anlage wurde zu Ehren von Josef von Nazaret, „dem Verteidiger Christi und Beschützer der Kirche“, Fuerza de San José genannt.
Die Festung hat die Form eines gleichschenkligen Dreiecks. Seine 4,58 m hohen, 11,17 m langen und 2,08 m dicken Mauern boten ausreichend Platz für die darauf positionierten zwölf Kanonen unterschiedlichen Kalibers. Beim Bau wurden Korallensteinblöcke (die in der Region reichlich vorhanden sind) zusammen mit Kalkmörtel verwendet, wobei Präzisionstechniken zum Einsatz kamen, die dem Bauwerk die nötige Robustheit verliehen. Wie die Festungen auf der Insel Romblon waren die Mauern mit für die damalige Zeit einzigartigen Merkmalen wie Schießscharten für die Kanonen ausgestattet.
In den Memoiren von Panay aus dem Jahr 1870 gibt es eine Geschichte über eine Flotte, die von der südlichen Insel Jolo (unter maurischer Herrschaft) aussegelte, um die Insel Banton anzugreifen. Auf ihrem Weg versuchten die Piraten, die Küsten von Banton und Romblon zu meiden, um einer Konfrontation mit Agustín San Pedro zu entgehen, den sie „den kämpfenden Priester“ nannten. Beim Anlegen in den seichten Gewässern vor der Küste von Banton befahl der Augustiner jedoch, acht der „Caracoas“ in Brand zu stecken, was den Rest der Boote verscheuchte. Der Geschichte zufolge wurde die muslimische Piraterie auf der Insel seitdem praktisch ausgerottet.
In der philippinischen Geschichtsschreibung ist die Geschichte von Fuerza San José mehr als eine Geschichte einer hispanischen Mission, sondern die Geschichte der Initiative und des Mutes der Inselbevölkerung. In seinem Buch „Historical Synopsis of the Order of Augustinian Recollects of the Province of S. Nicolas de Tolentino of the Philippine Islands“ schreibt der philippinische Priester und Historiker Licinio Ruiz: „Aufgrund seiner Lage und der Arbeit von „Padre Capitán“ ist die Festung Banton eine wahre Bastion. Es wäre schwierig, eine andere Festung auf dem Archipel zu finden, in die so viel Mühe investiert wurde ... Die Einwohner selbst sind einfache Menschen, die sich aktiv für ihre Heimatstadt engagieren und bei Bedarf, sei es zur Verteidigung gegen die Mauren oder gegen Diebe, immer Zeichen von Tapferkeit zeigen.“